# 野口千代光
野口千代光（のぐち ちよこ、1970年 - ）は、東京生まれのヴァイオリニストである。

## 経歴

### 学生時代
2歳からヴァイオリンを始める。東京学芸大学附属竹早小学校・東京学芸大学附属竹早中学校に進学した。1981年、小学校5年生の時、全日本学生音楽コンクール東京大会小学生の部で第2位を受賞（このときの第1位は諏訪内晶子）、1983年、中学校1年生の時、同コンクール東京大会中学生の部で奨励賞を受賞した。1986年、東京芸術大学音楽学部附属音楽高等学校に入学。1989年、同高校を卒業し、東京芸術大学音楽学部に入学した。

### アメリカ留学
1991年、ジュリアード音楽院に留学。ジュリアード・コンチェルト・コンペティションに優勝し、リンカーンセンターのアリスタリーホールで演奏会を行った。1993年、アーティスト・インターナショナル・オーディションに優勝し、ヤング・アーティスト・デビュー賞を受賞し、同年、同音楽院を卒業した。1994年、カーネギーホールのワイルホールでニューヨークでのデビューリサイタルを開催した。

### 帰国後
1994年、フォーバルスカラシップ・ストラディヴァリウス・コンクールで第3位。1995年、東京芸術大学に復学、卒業した。1996年、ヴィエニアフスキ国際ヴァイオリン・コンクールで特別賞を受賞し、日本演奏連盟主催のリサイタルを開いた。

## 近年の活動
現在、東京ゾリステンのコンサートミストレスを務め、紀尾井シンフォニエッタ東京、アンサンブル・ノマド、コンテンポラリーαのメンバーである。2002年、打楽器奏者の神田佳子と「Ｃ⇔Ｙプロジェクト」を結成し、ヴァイオリンと打楽器による作品集をレコーディングした。また、桐朋学園大学短期大学部専任講師。マネージメントはテレビマンユニオン・ミュージック・ディヴィジョンの協力を得ている。

## レコーディング
- ヴォイシス／スターク・バンド（ビクターエンタテインメント、1997年10月）
- 今日まで、そして明日から（インディペンデントレーベル、1999年6月）
- 呼吸／真鍋尚之笙リサイタル（インディペンデントレーベル、2001年1月）
- ソルト＆ペッパー／Ｃ⇔Ｙプロジェクト（ビクターエンタテインメント、2002年11月）

リムスキー＝コルサコフ：くまんばちの飛行（神田佳子編曲）
バッハ：管弦楽組曲第2番よりバディネリ（神田佳子編曲）
スコット・ジョプリン：ジ・エンターテイナー（鈴木友彦編曲）
ガーシュウィン：ラプソディ・イン・ブルー（川島素晴編曲）
ストラヴィンスキー：兵士の物語よりタンゴ～ワルツ～ラグ（山路敦斗詩編曲）
神田佳子：ノー・スリーヴス
サティ：おまえが欲しい（大島ミチル編曲）
川島素晴：パ gani 鐘（パガニーニの主題による）
ベートーヴェン：ピアノ・ソナタ「悲愴」より（鈴木友彦編曲）
一柳慧：タイム・シークエンス（神田佳子、野口千代光編曲）
伊福部昭：「ゴジラ」のテーマ（神田佳子編曲）
リスト：ハンガリー狂詩曲第2番（大島ミチル編曲）